# 16 Sagittarii
Désignations
16 Sagittarii (en abrégé 16 Sgr) est une étoile binaire située dans la constellation du Sagittaire dont la composante principale est une étoile géante bleue de type O9.5 III.